# 廖特尼切
50°51′47″N 24°21′21″E / 50.86306°N 24.35583°E
廖特尼切（羅馬化：Liotnyche）是烏克蘭西北部的村莊，隸屬沃倫州的沃洛德米爾區。該村始建於1909年，面積1.83平方公里，海拔高度206米，2001年人口1,168，人口密度每平方公里638.25人。